# Certified Novell Engineer
Certified Novell Engineer (CNE) – dokument potwierdzający wiedzę i zdolności odnośnie do administracji i utrzymania systemu Novell NetWare.

## Cele
Kurs CNE ma na celu szkolenie administratorów systemu NetWare, w zakresie używania narzędzi systemowych, instalacji systemu, zarządzaniu: eDirectory, drukowaniem, miejscem  na dysku, serwerem mailowym, serwerem instant messaging, bezpieczeństwem.

## Wymagania
W przeciwieństwie do Certified Novell Administrator (CNA), adept CNE musi zdać szereg testów aby udowodnić swoje zdolności. Adept CNA musiał zdać tylko jeden test.

## Awanse
Firma Novell daje możliwość awansowania z powyższego certyfikatu na wyższe:
- MCNE – Master Certified Novell Engineer – adept zdaje dodatkowy egzamin
- CNI – Certified Novell Instructor – wymagana uzyskana większa liczba punktów na egzaminie

Adept który ukończył kurs CNE i zdał egzamin powinien być w stanie zainstalować, skonfigurować i utrzymać sieć opartą na systemie Novell NetWare.